# Plegafulles castany
El plegafulles castany (Clibanornis rubiginosus) és una espècie d'ocell de la família dels furnàrids (Furnariidae).
Habita el sotabosc de la selva humida i vegetació secundària, localment a les terres baixes fins als 1800 m, sobre tot a turons i muntanyes, des de Mèxic a Guerrero, Hidalgo, sud de San Luis Potosí, Veracruz, Oaxaca i Chiapas, cap al sud, a través de Guatemala, El Salvador i Hondures fins al nord de Nicaragua. Sud-oest de Costa Rica, oest i est de Panamà i des de l'oest, nord i sud-est de Colòmbia, sud de Veneçuela, adjunt nord del Brasil, sud de Guyana i Guaiana Francesa, cap al sud, a través del sud-oest i est de l'Equador i nord i sud-est de Perú fins l'oest de Bolívia.